# Оєн
Оєн (англ. Oyen) — містечко в Канаді, у провінції Альберта, у складі спеціальної зони № 3.

## Населення
За даними перепису 2016 року, містечко нараховувало 1001 особу, показавши зростання на 2,9%, у порівнянні з 2011-м роком. Середня густина населення становила 189,6 осіб/км².
З офіційних мов обидвома одночасно володіли 5 жителів, тільки англійською — 955, а 5 — жодною з них. Усього 90 осіб вважали рідною мовою не одну з офіційних, з них 20 — українську.
Працездатне населення становило 500 осіб (71,9% усього населення), рівень безробіття — 2% (3,8% серед чоловіків та 0% серед жінок). 83% осіб були найманими працівниками, а 17% — самозайнятими.
Середній дохід на особу становив $53 527 (медіана $39 168), при цьому для чоловіків — $63 035, а для жінок $43 808 (медіани — $48 939 та $32 352 відповідно).
33,8% мешканців мали закінчену шкільну освіту, не мали закінченої шкільної освіти — 18,7%, 48,2% мали післяшкільну освіту, з яких 20,9% мали диплом бакалавра, або вищий, 10 осіб мали науковий ступінь.
| Статево-вікова структура населення | Статево-вікова структура населення | Статево-вікова структура населення | Статево-вікова структура населення | Статево-вікова структура населення |
| ---------------------------------- | ---------------------------------- | ---------------------------------- | ---------------------------------- | ---------------------------------- |
|                                    |                                    |                                    |                                    |                                    |
| Всього                             | Всього                             | 48,3%51,7%                         |                                    |                                    |
| 0 — 14 років                       | 0 — 14 років                       |                                    | 14,5%                              | 14,5%                              |
| 15 — 64 років                      | 15 — 64 років                      |                                    | 55%                                | 55%                                |
| 65 і більше                        | 65 і більше                        |                                    | 30,5%                              | 30,5%                              |
| 85 і більше                        | 85 і більше                        |                                    | 10%                                | 10%                                |
| Середній вік (років)               | Середній вік (років)               | 44,750,6                           | 47,8                               | 47,8                               |
| Медіана (років)                    | Медіана (років)                    | 47,053,1                           | 50,0                               | 50,0                               |
| — чоловіки — жінки                 |                                    |                                    |                                    |                                    |

| Походження мешканців:     | Походження мешканців:     | Походження мешканців: | Походження мешканців: | Походження мешканців: |
| ------------------------- | ------------------------- | --------------------- | --------------------- | --------------------- |
| Походження                |                           |                       | осіб                  | %                     |
| Корінні американці        | Корінні американці        |                       | 20                    | 2%                    |
| Інше північноамериканське | Інше північноамериканське |                       | 265                   | 26.47%                |
| Європейське               | Європейське               |                       | 690                   | 68.93%                |
| британське                | британське                |                       | 405                   | 40.46%                |
| французьке                | французьке                |                       | 45                    | 4.5%                  |
| українське                | українське                |                       | 100                   | 9.99%                 |
| Карибське                 | Карибське                 |                       | 15                    | 1.5%                  |
| Азійське                  | Азійське                  |                       | 40                    | 4%                    |

| Зайнятість населення за галузями (за класифікацією NOC): | Зайнятість населення за галузями (за класифікацією NOC): | Зайнятість населення за галузями (за класифікацією NOC): | Зайнятість населення за галузями (за класифікацією NOC): | Зайнятість населення за галузями (за класифікацією NOC): |
| -------------------------------------------------------- | -------------------------------------------------------- | -------------------------------------------------------- | -------------------------------------------------------- | -------------------------------------------------------- |
|                                                          |                                                          |                                                          |                                                          |                                                          |
| Управління                                               | Управління                                               |                                                          | 19%                                                      | 19%                                                      |
| Бізнес, фінанси та адміністрування                       | Бізнес, фінанси та адміністрування                       |                                                          | 12%                                                      | 12%                                                      |
| Природничі та прикладні науки                            | Природничі та прикладні науки                            |                                                          | 2%                                                       | 2%                                                       |
| Охорона здоров'я                                         | Охорона здоров'я                                         |                                                          | 3%                                                       | 3%                                                       |
| Освіта, правозахист, муніципальні та урядові служби      | Освіта, правозахист, муніципальні та урядові служби      |                                                          | 9%                                                       | 9%                                                       |
| Мистецтво, культура, відпочинок та спорт                 | Мистецтво, культура, відпочинок та спорт                 |                                                          | 2%                                                       | 2%                                                       |
| Роздрібна торгівля та послуги                            | Роздрібна торгівля та послуги                            |                                                          | 28%                                                      | 28%                                                      |
| Гуртова торгівля, транспорт та обладнання                | Гуртова торгівля, транспорт та обладнання                |                                                          | 18%                                                      | 18%                                                      |
| Природні ресурси, сільське господарство                  | Природні ресурси, сільське господарство                  |                                                          | 6%                                                       | 6%                                                       |
| Виробництво                                              | Виробництво                                              |                                                          | 3%                                                       | 3%                                                       |

## Клімат
Середня річна температура становить 3°C, середня максимальна – 23,2°C, а середня мінімальна – -21,5°C. Середня річна кількість опадів – 314 мм.
| Клімат поселення                              | Клімат поселення | Клімат поселення | Клімат поселення | Клімат поселення | Клімат поселення | Клімат поселення | Клімат поселення | Клімат поселення | Клімат поселення | Клімат поселення | Клімат поселення | Клімат поселення | Клімат поселення |
| Показник                                      | Січ.             | Лют.             | Бер.             | Квіт.            | Трав.            | Черв.            | Лип.             | Серп.            | Вер.             | Жовт.            | Лист.            | Груд.            |                  |
| Середній максимум, °C                         | −7,43            | −3,88            | 2,25             | 11,14            | 17,67            | 22,18            | 23,24            | 22,85            | 17,15            | 10,69            | 1,14             | −5,54            |                  |
| Середня температура, °C                       | −14,44           | −10,9            | −4,76            | 4,10             | 10,65            | 15,15            | 17,72            | 17,32            | 11,61            | 5,18             | −4,4             | −11,09           |                  |
| Середній мінімум, °C                          | −21,47           | −17,92           | −11,79           | −2,9             | 3,62             | 8,14             | 12,18            | 11,77            | 6,09             | −0,38            | −9,92            | −16,61           |                  |
| Норма опадів, мм                              | 11               | 7                | 12               | 17               | 37               | 71               | 53               | 37               | 32               | 13               | 12               | 12               |                  |
| Середньомісячна швидкість вітру, м/с          | 4.61             | 4.40             | 4.70             | 4.82             | 4.70             | 4.30             | 3.80             | 3.80             | 4.10             | 4.50             | 4.60             | 4.54             |                  |
| Середньомісячна сонячна радіація, кДж/м²·день | 4280             | 7792             | 12854            | 17758            | 21018            | 22387            | 23222            | 19667            | 13620            | 8480             | 4580             | 3225             |                  |
| --------------------------------------------- | ---------------- | ---------------- | ---------------- | ---------------- | ---------------- | ---------------- | ---------------- | ---------------- | ---------------- | ---------------- | ---------------- | ---------------- | ---------------- |
| Джерело:                                      |                  |                  |                  |                  |                  |                  |                  |                  |                  |                  |                  |                  |                  |

## Галерея

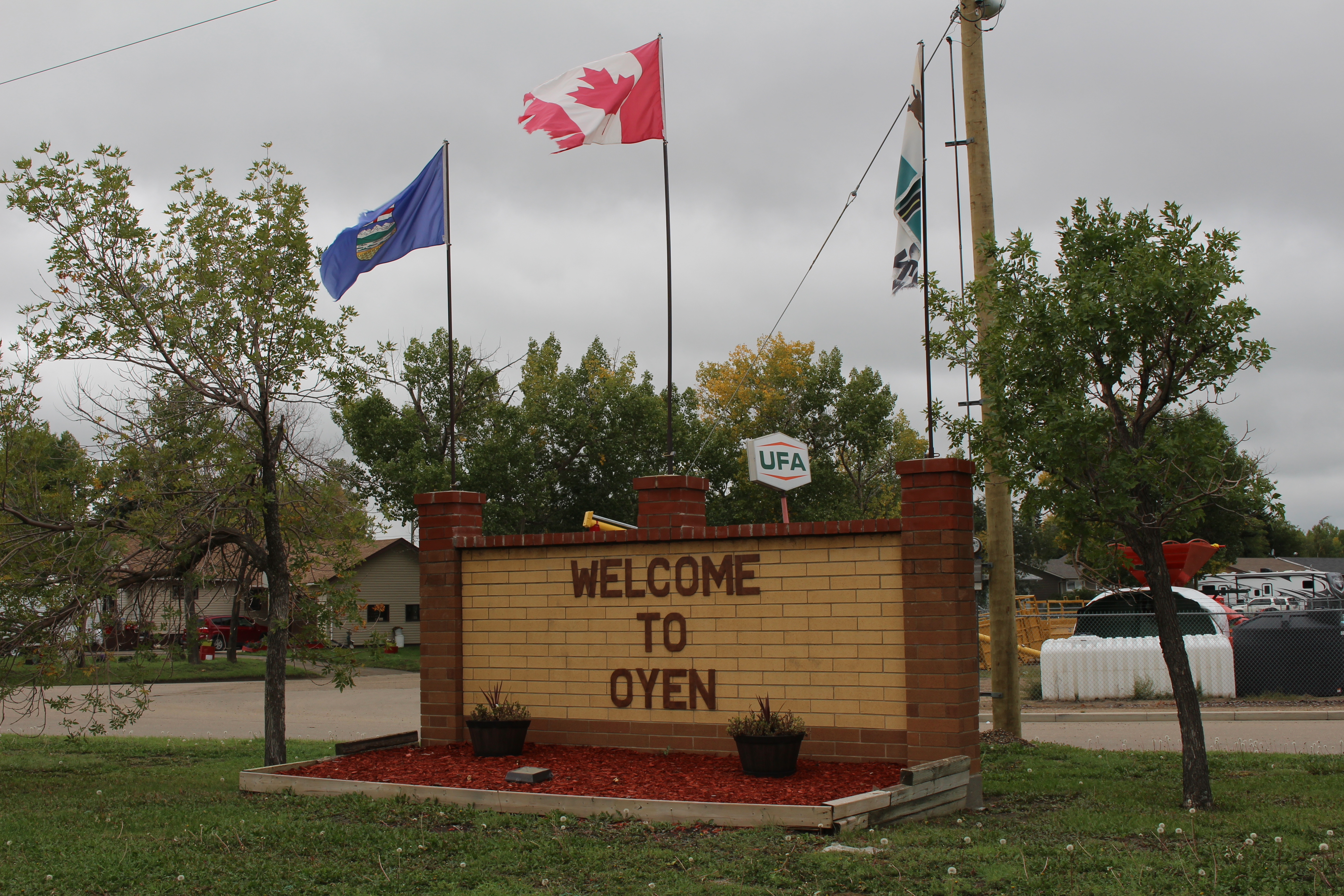
Вітальний знак
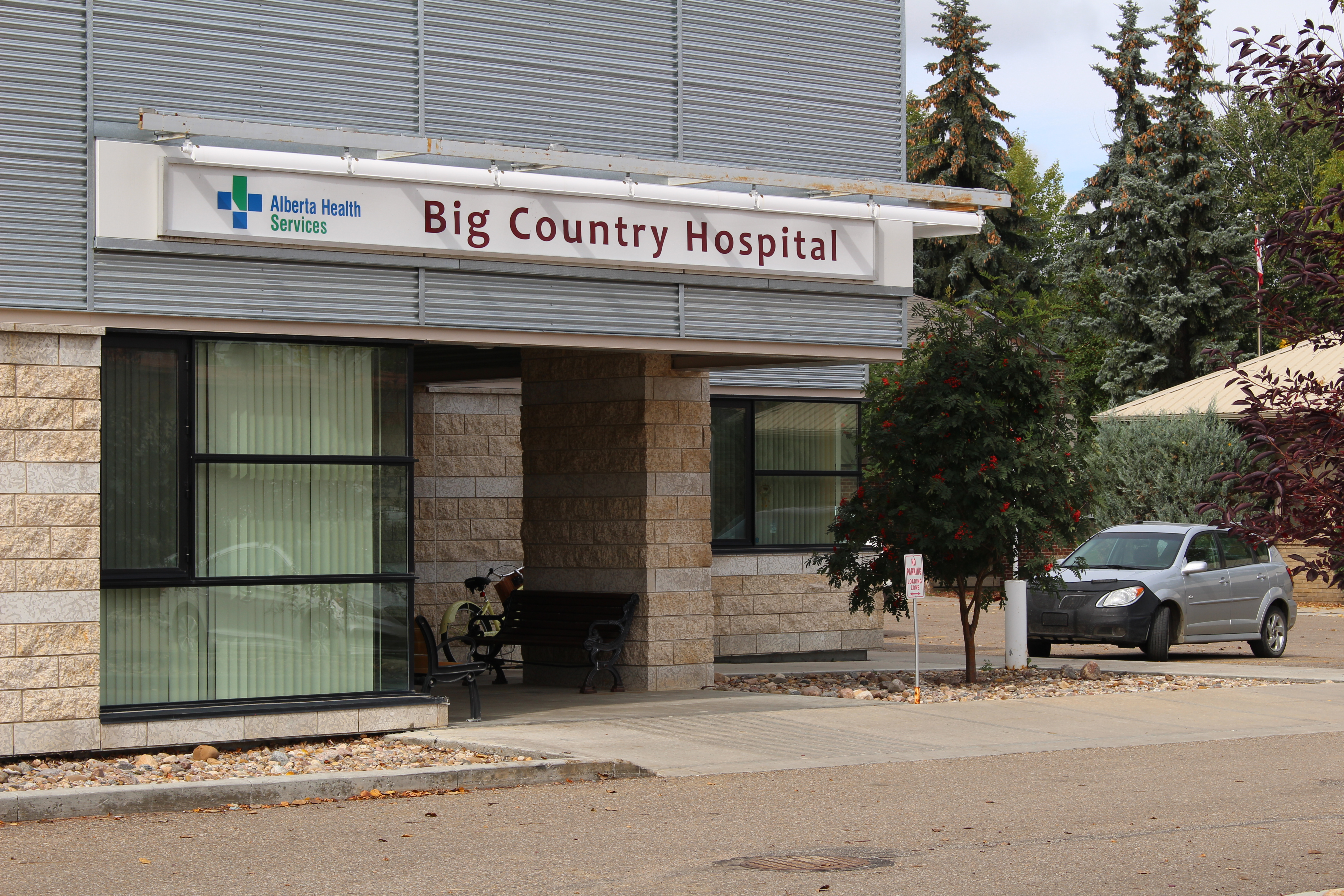
Лікарня
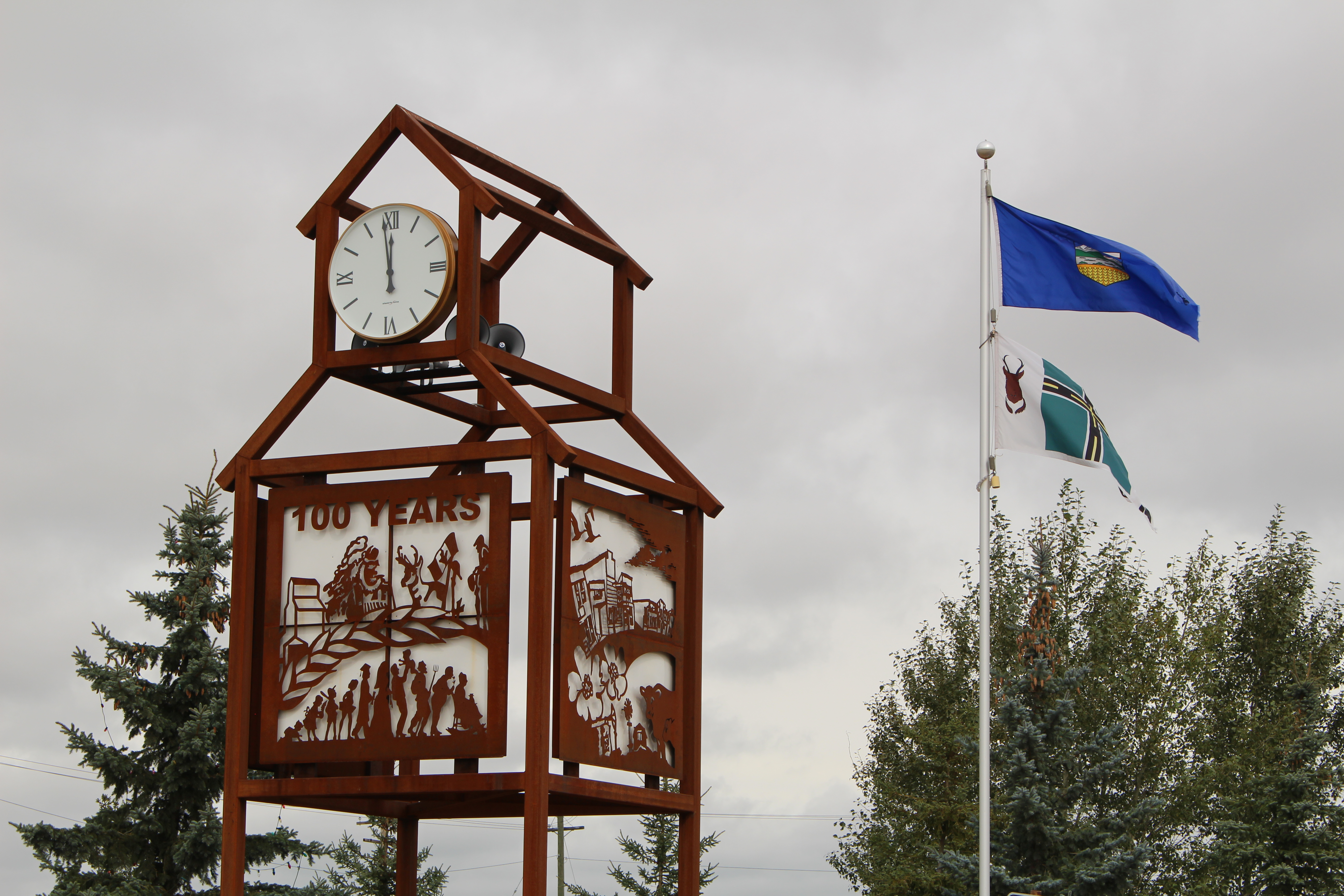
Годинникова вежа